# Вал де Вари (Ријети)
Вал де Вари је насеље у Италији у округу Ријети, региону Лацио.
Према процени из 2011. у насељу је живело 45 становника. Насеље се налази на надморској висини од 1029 м.